# Landkreis Hanau

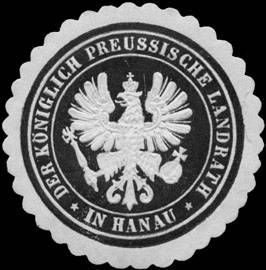
Siegelmarke Der Königlich Preussische Landrath in Hanau

Der Landkreis Hanau war ein Landkreis im Südosten des heutigen Landes Hessen, der von 1821 bis 1866 ein kurhessischer und danach ein preußischer Kreis war. Von 1886 bis 1974 bestand er als Landkreis Hanau weiter, nachdem die Stadt Hanau als Stadtkreis Hanau ausgeschieden war. Kreissitz war die Stadt Hanau.

## Geographie
Der Landkreis grenzte Anfang 1974, im Nordwesten beginnend im Uhrzeigersinn, an den Wetteraukreis und den Landkreis Gelnhausen in Hessen, an den Landkreis Aschaffenburg in Bayern und an den Landkreis Offenbach sowie an die kreisfreien Städte Offenbach am Main und Frankfurt am Main in Hessen. Im Südwesten des Landkreises bildete der Main eine natürliche Kreisgrenze.

## Geschichte

### Kurhessen

#### Entstehung
Der Kreis wurde mit Wirkung vom 1. Januar 1822 nach der kurfürstlichen Verordnung vom 29. Juni 1821 nach der Trennung von Justiz (§§ 36 ff. der Verordnung) und Verwaltung (§§ 58 ff. der Verordnung) als territoriale Einheit des Kurfürstentums Hessen gegründet. Die Verordnung über die neue Organisation der Staatsverwaltung teilte das Staatsgebiet in vier Provinzen ein. Jede Provinz wurde wieder in Kreise (§ 1) eingeteilt, die Provinz Hanau in vier.
Der neue Kreis erhielt die Bezeichnung „Kreis Hanau“. Er entsprach in etwa der ehemaligen „Untergrafschaft“ der Grafschaft Hanau-Münzenberg, die seit 1736 zur Landgrafschaft Hessen-Kassel, dem späteren Kurfürstentum Hessen, gehörte. Der Kreis Hanau wurde aus deren Städten
- Altstadt Hanau
- Neustadt Hanau

und deren Ämtern
- Bornheimer Berg
- Büchertal
- Dorheim
- Windecken

gebildet.

#### Geografische Situation
Der neue Kreis Hanau hatte 31.651 Einwohner.:7 Er bildete den südlichsten Zipfel des Staates. Nur über den östlich angrenzenden Kreis Gelnhausen war er mit dem übrigen kurhessischem Gebiet verbunden. Im Norden und Süden lagen die hessen-darmstädtischen Provinzen Oberhessen und Starkenburg, im Südosten das Königreich Bayern, im Westen das Herzogtum Nassau und die Freie Stadt Frankfurt.

#### Die Revolution von 1848
Am 31. Oktober 1848 wurden die kurhessischen Provinzen und Kreise abgeschafft und durch Bezirke und Verwaltungsämter ersetzt. Hanau lag nun im Verwaltungsamt Hanau des Bezirks Hanau, die jedoch den gleichen Umfang wie der bisherige Kreis und die bisherige Provinz hatten. Bereits am 15. September 1851 wurde die Reform wieder rückgängig gemacht, Kreis und Provinz wurden wiederhergestellt.

### Preußen
Die folgenden Jahrzehnte waren durch ein ständiges Schrumpfen des Kreisgebietes gekennzeichnet:

#### Die Folgen des Preußisch-Österreichischen Krieges von 1866
Im Preußisch-Österreichischen Krieg von 1866 wurde Kurhessen als Verbündeter Österreichs von Preußen erobert und schließlich annektiert. 1867 wurde aus dem bisherigen Kurhessen der neue Regierungsbezirk Kassel, die bisherigen Kreise wurden beibehalten. Gleichzeitig gab der Kreis Hanau durch den Friedensvertrag vom 3. September 1866 mehrere Gemeinden an das Großherzogtum Hessen ab:
- Dorheim, Nauheim, Rödgen und Schwalheim kamen zum Kreis Friedberg
- Rumpenheim kam zum Kreis Offenbach
- Massenheim kam zum Kreis Vilbel. 1868 wurde der Kreis Hanau Teil der neu gebildeten preußischen Provinz Hessen-Nassau.

#### Weitere Ausgliederungen
Das zunehmend starke Wachstum der Bevölkerung in der zweiten Hälfte des 19. Jahrhunderts führte dazu, dass immer wieder Gebietskörperschaften aus dem Kreis ausschieden, weil sie entweder eine selbständige Einheit wurden – wie im Fall der Stadt Hanau – oder an stark wachsende Nachbarn abgegeben werden mussten, insbesondere an Frankfurt am Main. Im Zuge dieses Prozesses schrumpfte der Landkreis Hanau etwa auf die Hälfte seiner ursprünglichen Fläche.
1886. Am 1. April 1886 trat die Stadt Hanau aus dem Kreis aus und bildete einen eigenen Stadtkreis, blieb aber Verwaltungssitz des Landkreises – wie in Preußen üblich. Ebenfalls 1886 wurden die Stadtgemeinde Bockenheim sowie die Landgemeinden Berkersheim, Eckenheim, Eschersheim, Ginnheim, Praunheim, Preungesheim und Seckbach vom Kreis Hanau abgetrennt und in den neuen Landkreis Frankfurt eingegliedert.:8 Der Landkreis Frankfurt selbst wurde 1910 aufgelöst. Damals fielen die letzten dieser Gemeinden an die Stadt Frankfurt. Nach 1886 bestand der Landkreis Hanau aus der Stadtgemeinde Windecken, 32 Landgemeinden sowie mehreren Gutsbezirken. Großauheim war nun dessen größte Gemeinde.:9
1907 wurde Kesselstadt in die Stadt Hanau eingemeindet und schied aus dem Kreisgebiet aus.:8
1928. Zum 1. April 1928 verlor der Landkreis die Gemeinde Fechenheim, die nach Frankfurt eingemeindet wurde. Durch den Verlust der in Fechenheim ansässigen Industriebetriebe (u. a. Cassella-Farbwerke, Werkzeugfabrik Meuser & Co.) verlor der Landkreis 47 % seiner Gewerbesteuereinnahmen.:8 f. Zum 30. September und 15. November 1928 wurden im Landkreis Hanau die Gutsbezirke aufgelöst und benachbarten Gemeinden bzw. dem Stadtkreis Hanau zugeteilt.

#### Letzte Neuordnungen in Preußen
Die Provinz Hessen-Nassau bestand bis zum 30. Juni 1944, anschließend wurde sie in die preußischen Provinzen Kurhessen und Nassau aufgeteilt, was jedoch aufgrund der Kriegswirren kaum praktische Folgen hatte. Am 1. Juli 1944 wurde der Landkreis Hanau vom Regierungsbezirk Kassel in den Regierungsbezirk Wiesbaden umgegliedert.

### Hessen
Nach Ende des Zweiten Weltkrieges ging Hessen-Nassau im neugebildeten Staat Groß-Hessen und am 1. Januar 1946 im Land Hessen auf. Der Landkreis Hanau blieb, wie schon 1866, territorial unverändert. Ihm gehörten nach wie vor die Stadt Windecken und 31 weitere Gemeinden an. Seit April 1968 gehörte der Landkreis wegen der Auflösung des Regierungsbezirks Wiesbaden zum Regierungsbezirk Darmstadt. In den letzten Jahren seines Bestehens änderten sich mehrfach die Außengrenzen des Landkreises:
- Am 1. Januar 1970 wurde die Gemeinde Heldenbergen aus dem Landkreis Friedberg Teil der neuen Stadt Nidderau im Landkreis Hanau.
- Am 31. Dezember 1970 wurden die Gemeinden Langen-Bergheim aus dem Landkreis Büdingen sowie Büdesheim aus dem Landkreis Friedberg in die neuen Gemeinden Hammersbach und Schöneck im Landkreis Hanau eingegliedert.
- Am 1. Juli 1971 schied die Gemeinde Gronau aus dem Landkreis aus und wurde in die Gemeinde Bad Vilbel im Landkreis Friedberg eingegliedert.
- Am 31. Dezember 1971 schied die Gemeinde Mittelbuchen aus dem Landkreis aus und wurde in die kreisfreie Stadt Hanau eingegliedert.
- Am 1. August 1972 wurde die Gemeinde Altwiedermus aus dem Landkreis Büdingen in die Gemeinde Ronneburg im Landkreis Hanau eingegliedert.

Nach weiteren Zusammenschlüssen und Neugründungen von Gemeinden umfasste Landkreises zum Ende seines Bestehens im Juni 1974 noch 19 Gemeinden, darunter die vier Städte Bergen-Enkheim, Dörnigheim, Großauheim und Nidderau.
Im Zuge der Kreisreform in Hessen wurde am 1. Juli 1974 aus den drei Landkreisen Hanau, Schlüchtern und Gelnhausen sowie der kreisfreien Stadt Hanau der Main-Kinzig-Kreis gebildet.
Gleichzeitig fanden zum 1. Juli 1974 noch weitere Eingemeindungen statt, so dass aus dem Altkreis Hanau letztendlich die Städte Bergen-Enkheim, Maintal und Nidderau sowie zehn weitere Gemeinden in den Main-Kinzig-Kreis eintraten. Bergen-Enkheim wurde am 1. Januar 1977 der Stadt Frankfurt als neuer Stadtteil zugeschlagen.

### Einwohnerentwicklung
- 1821: 031.651 Einwohner[2]:7
- 1871: 067.296 Einwohner[6]
- 1886: 036.943 Einwohner[2]:8
- 1890: 039.457 Einwohner, davon 32.317 Evangelische, 05.944 Römisch-katholische, 1.133 Juden
- 1900: 048.412 Einwohner, davon 38.533 Evangelische, 08.627 Römisch-katholische
- 1910: 057.075 Einwohner, davon 44.722 Evangelische, 10.901 Römisch-katholische
- 1925: 063.365[2]:8
- 1933: 056.661 Einwohner, davon 43.806 Evangelische, 10.182 Römisch-katholische, 7 sonstige Christen, 864 Juden
- 1939: 060.153 Einwohner
- 1944: 058.884 Einwohner
- 1946: 076.332[2]:8
- 1953: 083.431[2]:8
- 1961: 096.174 Einwohner
- 1970: 135.155 Einwohner
- 1973: 154.700 Einwohner[7]

## Politik

### Landräte
Der Landkreis Hanau hatte folgende Landräte:

#### Kurhessen
- 1821–1839: Georg Friedrich Cöster bis 1835: Kreisrat; (1780–1839)
- 1840–1849: Heinrich Wachs (1796–1875)
- 1849–1852: Daniel Cornelius Maria Rauh (1801–1890)
- 1852–1853: Christian Ludwig Weber (1806–1879)
- 1853–1868: Friedrich Cornelius (1817–1885)

#### Preußen
- 1868–1883: Eduard von Schrötter (1822–1883)
- 1884–1885: Eduard von Broich (1834–1907)
- 1885–1889: Wilhelm von Bismarck (1852–1901)
- 1889–1895: Karl von Oertzen (1844–1914)
- 1895–1902: Bernhard von Schenck (1851–1934)
- 1902–1909: Rudolf von Beckerath (1863–1945)
- 1909–1918: Maximilian Laur von Münchhofen (1863–1936)
- 1918–1919: Georg Wagner vom Arbeiter- und Soldatenrat eingesetzt (November 1918–16. Januar 1919)
- 1918–1920: Carl Christian Schmid (1886–1955)
- 1920–1922: Johannes Gottlob Paul Voigt (1889–1954)
- 1922–1933: Eugen Kaiser (1879–1945)
- 1933–1945: Fritz Löser (1893–1973)
- 1945: Mathias Floeth[Anm. 1] (1896–1956)

#### Hessen
- 1945–1966: Wilhelm Voller (1897–1973)
- 1966–1967: Fritz Schubert (1914–1967)
- 1968–1974: Martin Woythal (1928–2011)

### Wappen
| Wappen von Landkreis Hanau | Blasonierung: „In einem von Rot und Gold geteilten Schild oben ein wachsender silberner, gold bewehrter Schwan, unten ein blauer Wellen-Schräglinksbalken.“ |
| Wappen von Landkreis Hanau | Der Hessische Minister des Innern genehmigte das Wappen am 9. April 1954.                                                                                   |

## Gemeinden
| Gemeinde                         |                 |                            | Einwohnerzahl | Einwohnerzahl | Einwohnerzahl | Einwohnerzahl     | Einwohnerzahl | Bemerkung |
|                                  | Einglie- derung | Ausglie- derung, Auflösung | 1821          | 1910          | 1939          | 1961              | 1970          | |
| -------------------------------- | --------------- | -------------------------- | ------------- | ------------- | ------------- | ----------------- | ------------- | --- |
| Baiersröderhof (Gutsbezirk)      | 1821            | 1928                       |               | 37            | 49            |                   |               | zu Marköbel |
| Bergen-Enkheim                   | 1821            | 1977                       |               | 5323          | 6323          | 10158             | 14722         | Name bis zum 7. November 1936 Bergen, ab 1968 Stadt, am 1. Januar 1977 zur kreisfreien Stadt Frankfurt am Main |
| Berkersheim                      | 1821            | 1886                       |               |               |               |                   |               | zum Landkreis Frankfurt                                                                                        |
| Bischofsheim                     | 1821            | 1974                       |               | 1914          | 2385          | 4787              | 9652          | zu Maintal |
| Bockenheim                       | 1821            | 1886                       |               |               |               |                   |               | zum Landkreis Frankfurt                                                                                        |
| Bruchköbel                       | 1821            | 1974                       |               | 1346          | 1947          | 4370              | 8707          | zum Main-Kinzig-Kreis                                                                                          |
| Butterstadt                      | (1821) 1900     | 1971                       |               | 88            | 74            | 120               | 113           | am 25. Juli 1900 neu gebildet, am 31. Dezember 1971 zu Bruchköbel                                              |
| Dörnigheim                       | 1821            | 1974                       |               | 2167          | 2749          | 7071              | 16302         | ab 1964 Stadt, am 1. Juli 1974 zu Maintal                                                                      |
| Dorheim                          | 1821            | 1866                       |               |               |               |                   |               | gem. Art. 14 des Friedensvertrags vom 3. September 1866 an das Großherzogtum Hessen                            |
| Dottenfelderhof (Gutsbezirk)     | 1821            | 1928                       |               | 37            |               |                   |               | zu Gronau |
| Eckenheim                        | 1821            | 1886                       |               |               |               |                   |               | zum Landkreis Frankfurt                                                                                        |
| Eichen                           | 1821            | 1971                       |               | 847           | 960           | 1380              | 1507          | zu Nidderau |
| Erbstadt                         | 1821            | 1971                       |               | 644           | 805           | 1050              | 1144          | zu Nidderau |
| Erlensee                         | 1970            | 1974                       |               | –0            | –0            | –0                | –0            | zum 1. Januar 1970 neu gebildet, 1974 zum Main-Kinzig-Kreis                                                    |
| Eschersheim                      | 1821            | 1886                       |               |               |               |                   |               | zum Landkreis Frankfurt                                                                                        |
| Fechenheim                       | 1821            | 1928                       |               | 8524          | –0            | –0                | –0            | zum Stadtkreis Frankfurt am Main                                                                               |
| Ginnheim                         | 1821            | 1886                       |               |               |               |                   |               | zum Landkreis Frankfurt                                                                                        |
| Gronau                           | 1821            | 1971                       |               | 411           | 537           | 802               | 1261          | zu Bad Vilbel                                                                                                  |
| Gronauerhof (Gutsbezirk)         | 1821            | 1928                       |               | 27            |               |                   |               | zu Gronau |
| Großauheim                       | 1821            | 1974                       |               | 6368          | 7544          | 12614             | 15884         | ab 1956 Stadt, am 1. Juli 1974 zu Hanau                                                                        |
| Großkrotzenburg                  | 1821            | 1974                       |               | 1826          | 2681          | 4142              | 6162          | zum Main-Kinzig-Kreis                                                                                          |
| Hammersbach                      | 1970            | 1974                       |               | –0            | –0            | –0                | –0            | zum 31. Dezember 1970 neu gebildet, zum Main-Kinzig-Kreis                                                      |
| Hanau                            | 1821            | 1886                       | 9634          |               |               |                   |               | ab 1886 eigener Stadtkreis                                                                                     |
| Hochstadt                        | 1821            | 1974                       |               | 1460          | 1719          | 2972              | 4253          | zu Maintal |
| Hüttengesäß                      | 1831            | 1971                       |               | 1178          | 1159          | 1502              | 1638          | vom Landkreis Gelnhausen, 1971 zu Ronneburg                                                                    |
| Kesselstadt                      | 1821            | 1907                       |               | –0            | –0            | –0                | –0            | Einw. 1895: 1499; zum Stadtkreis Hanau                                                                         |
| Kilianstädten                    | 1821            | 1970                       |               | 1586          | 1896          | 2984              | 4580          | zu Schöneck |
| Kinzigheimer Hof (Gutsbezirk)    | 1821            | 1928                       |               | 29            | 85            |                   |               | zu Bruchköbel                                                                                                  |
| Langendiebach                    | 1831            | 1970                       |               | 2275          | 4063          |                   | –0            | vom Landkreis Gelnhausen, 1970 zu Erlensee                                                                     |
| Langenselbold                    | 1831            | 1974                       | 1682          | 5305          | 6337          | 8656              | 9761          | vom Landkreis Gelnhausen, zum Main-Kinzig-Kreis                                                                |
| Marköbel                         | 1821            | 1970                       |               | 1269          | 1355          | 1587              | 1683          | zu Hammersbach                                                                                                 |
| Massenheim                       | 1821            | 1866                       |               |               |               |                   |               | gem. Art. 14 des Friedensvertrags vom 3. September 1866 an das Großherzogtum Hessen                            |
| Mittelbuchen                     | 1821            | 1971                       |               | 1110          | 1312          | 1585              | 1860          | zur Stadt Hanau                                                                                                |
| Nauheim                          | 1821            | 1866                       |               |               |               |                   |               | gem. Art. 14 des Friedensvertrags vom 3. September 1866 an das Großherzogtum Hessen                            |
| Neuberg                          | 1971            |                            |               | –0            | –0            | –0                | –0            | zum 1. April 1971 neu gebildet                                                                                 |
| Neuwiedermuß                     | 1831            | 1971                       |               | 181           | 193           | 243               | 268           | vom Landkreis Gelnhausen, 1971 zu Ronneburg                                                                    |
| Nidderau, Stadt                  | 1970            | 1974                       |               | –0            | –0            | –0                | –0            | zum 1. Januar 1970 neu gebildet, zum Main-Kinzig-Kreis                                                         |
| Niederdorfelden                  | 1821            | 1974                       |               | 897           | 842           | 1322              | 2455          | zum Main-Kinzig-Kreis                                                                                          |
| Niederissigheim                  | 1821            | 1971                       |               | 415           | 434           | 690               | 1308          | zu Bruchköbel                                                                                                  |
| Niederrodenbach                  | 1821            | 1970                       |               | 1536          | 2063          | Siehe Roden- bach | –0            | zu Rodenbach                                                                                                   |
| Oberdorfelden                    | 1821            | 1970                       |               | 307           | 343           | 491               | 1246          | zu Schöneck |
| Oberförsterei Hanau (Gutsbezirk) | 1821            | 1928                       |               | 3             |               |                   |               | zu Wolfgang |
| Oberissigheim                    | 1821            | 1971                       |               | 445           | 496           | 650               | 921           | zu Bruchköbel                                                                                                  |
| Oberrodenbach                    | 1821            | 1970                       |               | 565           | 639           | Siehe Roden- bach | –0            | zu Rodenbach                                                                                                   |
| Ostheim                          | 1821            | 1974                       |               | 1393          | 1614          | 2481              | 2967          | zu Nidderau |
| Philippsruhe (Gutsbezirk)        | 1821            | 1928                       |               | 45            |               |                   |               | zur Stadt Hanau                                                                                                |
| Praunheim                        | 1821            | 1886                       |               |               |               |                   |               | zum Landkreis Frankfurt                                                                                        |
| Preungesheim                     | 1821            | 1886                       |               |               |               |                   |               | zum Landkreis Frankfurt                                                                                        |
| Ravolzhausen                     | 1831            | 1971                       |               | 1008          | 1204          | 1777              | 2145          | vom Landkreis Gelnhausen, 1971 zu Neuberg                                                                      |
| Rodenbach                        | 1970            | 1974                       |               | –0            | –0            | 4367              | 6698          | zum 1. März 1970 neu gebildet, zum Main-Kinzig-Kreis                                                           |
| Rödgen                           | 1821            | 1866                       |               |               |               |                   |               | gem. Art. 14 des Friedensvertrags vom 3. September 1866 an das Großherzogtum Hessen                            |
| Ronneburg                        | 1971            | 1974                       |               | –0            | –0            | –0                | –0            | zum 31. Dezember 1971 neu gebildet, zum Main-Kinzig-Kreis                                                      |
| Roßdorf                          | 1821            | 1974                       |               | 904           | 1101          | 1445              | 1933          | zu Bruchköbel                                                                                                  |
| Rückingen                        | 1831            | 1970                       |               | 1454          | 1869          |                   | –0            | vom Landkreis Gelnhausen 1970 zu Erlensee                                                                      |
| Rüdigheim                        | 1821            | 1971                       |               | 658           | 667           | 2638              | 3525          | zu Neuberg |
| Rüdigheimerhof (Gutsbezirk)      | 1821            | 1928                       |               | 21            |               |                   |               | zu Rüdigheim                                                                                                   |
| Rumpenheim                       | 1821            | 1866                       |               |               |               |                   |               | gem. Art. 15 Abs. 2, Satz 2 des Friedensvertrags vom 3. September 1866 an das Großherzogtum Hessen             |
| Schöneck                         | 1970            | 1974                       |               | –0            | –0            | –0                | –0            | zum 31. Dezember 1970 neu gebildet, zum Main-Kinzig-Kreis                                                      |
| Schwalheim                       | 1821            | 1866                       |               |               |               |                   |               | gem. Art. 14 des Friedensvertrags vom 3. September 1866 an das Großherzogtum Hessen                            |
| Seckbach                         | 1821            | 1886                       |               |               |               |                   |               | zum Landkreis Frankfurt                                                                                        |
| Wachenbuchen                     | 1821            | 1974                       |               | 1227          | 1629          | 2307              | 2557          | zu Maintal |
| Wilhelmsbad (Gutsbezirk)         | 1821            | 1928                       |               | 76            |               |                   |               | zur Stadt Hanau                                                                                                |
| Wilhelmsbader Hof (Gutsbezirk)   | 1821            | 1928                       |               |               |               |                   |               | zur Stadt Hanau                                                                                                |
| Windecken                        | 1821            | 1970                       |               | 1724          | 2033          |                   | –0            | zu Nidderau |
| Wolfgang                         | (1880) 1885     | 1971                       |               | 320           | 1180          | 1411              | 1856          | anfangs auch: „Pulvermühle“. 1880 entstanden, 1885 eigener Gutsbezirk, 1928 Gemeinde, 1971 zu Großauheim       |

## Kfz-Kennzeichen
Am 1. Juli 1956 wurde dem Landkreis bei der Einführung der bis heute gültigen Kfz-Kennzeichen das Unterscheidungszeichen HU zugewiesen. Vom 1. Juli 1974 bis zum 31. Mai 2005 war es das Unterscheidungszeichen des gesamten Main-Kinzig-Kreises. Seitdem war und ist es nur noch die Kennung für Hanau als hessische Sonderstatusstadt.
Im Rahmen der Kennzeichenliberalisierung kann das Unterscheidungszeichen HU seit dem 15. Juni 2016 optional jedoch auch wieder für das übrige Gebiet des Main-Kinzig-Kreises ausgegeben werden.